# Ynet
Ynet je Izraelský hebrejsky psaný internetový zpravodajský portál fungující od roku 2000.
Byl spuštěn 6. června 2000. Postupně se stal nejnavštěvovanějším zpravodajským portálem v Izraeli. Je vlastněn společností Yedioth Media Group, která vydává jeden z nejčtenějších tištěných deníků v Izraeli, list Jedi'ot achronot. Redakčně je ale na tomto listu nezávislý. Předsedou správní rady portálu je Mimi Mozes, ředitelem Avi Ben Tal a šéfredaktorem Jon Feder. Provozuje i zpravodajský portál v anglickém jazyce Ynetnews.